# Heroin (1968)
Heroin ist ein deutscher Kriminalfilm der DEFA von Heinz Thiel und Horst E. Brandt aus dem Jahr 1968.

## Handlung
An der Bahnstrecke nach Berlin werden die Leichen des Franzosen Henri Ledaux und des Zugkellners Max Runge gefunden. Beide scheinen in Fälle von Transitschmuggel verwickelt zu sein. Runge hatte einige Büchsen Tomatensaft bei sich, die sich als Versteck für Heroin entpuppen. Er fuhr regelmäßig die Strecke von Berlin nach Budapest. Zollkommissar Peter Zinn beginnt, als verdeckter Ermittler nach den Hintermännern zu fahnden.
In Runges Wohnung wurde seit seiner Ermordung immer wieder von einem Herrn Armiac aus dem Berliner Lindenhotel angerufen. Peter begibt sich zum Hotel, wo er sich als Kollege von Runge ausgibt und bald mit dem Pariser Armiac und seinem Kompagnon Chevonne zusammenkommt. Er übergibt beiden, nachdem sie ihn erfolgreich getestet haben, die Büchsen aus Runges Koffer. Er behauptet, schon lange von Runges Geschäften gewusst und nun seinen Platz eingenommen zu haben. Armiac und Chevonne werben ihn als Kurier für die Strecke Berlin–Budapest an. Peter arbeitet nun auf der Strecke zum Schein als Oberkellner, trifft sich in Budapest mit dem Hauptkommissar der ungarischen Zollverwaltung Doboka und stimmt das weitere Vorgehen ab. Die Übergabe des Heroins soll über den zwielichtigen Csaky abgewickelt werden, der jedoch misstrauisch wird. Er schlägt Peter im Zug nieder und will fliehen, wird jedoch von der wartenden Polizei verhaftet. Er berichtet den Ermittlern, dass Runge zunehmend als Kurier ausfiel. Von Ledaux habe er erfahren, dass Runge von einem Jugoslawen abgeworben wurde, der Armiac und Chevonne im Heroingeschäft ausbooten will. Tatsächlich wird in Berlin in Runges Boot ein Versteck mit 20 Büchsen Heroin gefunden. Von Doboka erfährt Peter, dass es sich bei dem Jugoslawen um den Sänger Florian Garaschin handelt. Als Kurier ist seine Freundin, die Flugbegleiterin Danuta Tisza, aktiv.
Peter trifft sich mit Garaschin und bietet sich ihm als Kurier an. Er gibt vor, einen sicheren Weg für den Schmuggel des Heroins nach Österreich zu kennen: in einem Diplomatenwagen. Garaschin deutet an, rund 80 Kilogramm Heroin schmuggeln zu wollen. Bevor nähere Absprachen getroffen werden können, wird Garaschin von Chevonne und Armiac ermordet. Auch Danuta Tisza wird bedroht und in Polizeigewahrsam genommen. Sie weiß nicht, wo das Heroin versteckt ist, sagt jedoch aus, dass der Nachschub stets von Lucia Nemanja aus Belgrad kam. Peter reist nach Belgrad, nimmt Kontakt zum dortigen Zollfahnder Ivo Borbić auf und trifft sich mit Lucia Nemanja. Sie arbeitet mit ihrem Bruder, dem Friseur Ferri Nemanja zusammen. Nach zahlreichen Tests bringen die beiden ihn zu Wirt Branco an die Adria. Auch Chevonne und Armiac sind ihnen gefolgt, werden jedoch gemeinsam mit Branco in der Bar festgenommen. Peter hat in Brancos Bar versucht, die Zollfahndung von den nächsten Schritten zu informieren, doch hatte Ferri das Gespräch unterbrochen. Heimlich stellt Lucia die Verbindung wieder her und weiß nun, dass Peter falschspielt. Sie informiert Ferri, der dennoch die angelaufene Aktion nicht unterbrechen will. Sie fahren mit einem von Branco organisierten Boot aufs Meer hinaus und bergen die Heroinkanister aus einer unterirdischen Höhle. Unter Wasser versucht Ferri schließlich Peter zu erdolchen, doch Peter gelingt es, ihm das Sauerstoffgerät zu entwenden. Der ohnmächtige Ferri wird an Land gebracht, wo die Fahnder ihn und Lucia festnehmen. Peters Einsatz ist beendet und er fliegt nach Berlin zurück.

## Produktion

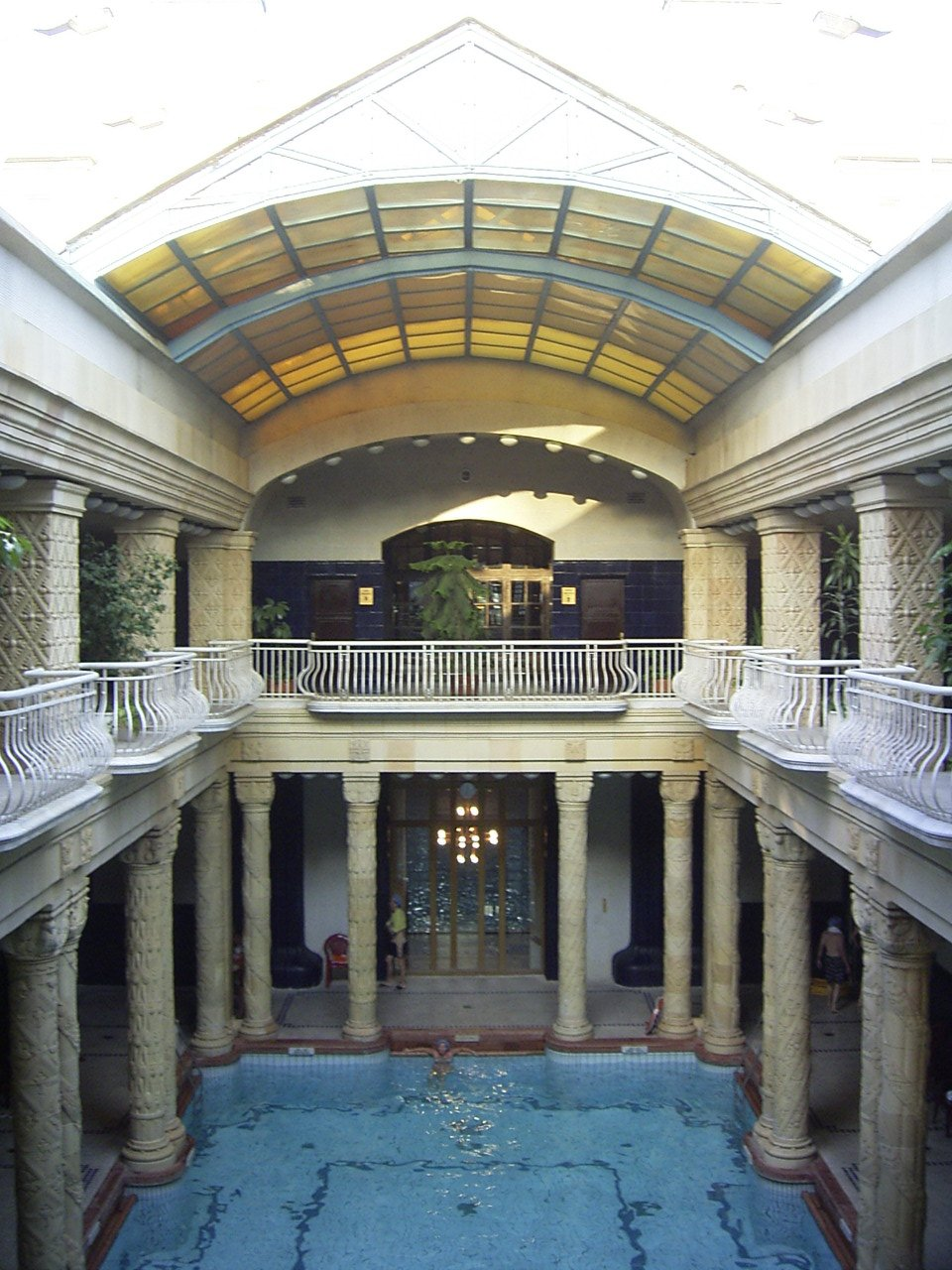
Das Gellértbad, ein Schauplatz des Films

Heroin wurde an Schauplätzen in Berlin, Budapest, Belgrad sowie an der Adria gedreht. Drehorte waren unter anderem das Gellértbad (erster Treff von Peter mit Doboka) und die Fischerbastei (Treff von Peter mit Julian Garaschin). Der Film erlebte am 2. März 1968 eine Voraufführung im Leipziger Capitol im Rahmen der Leipziger Frühjahrsmesse. Eigentliche Premiere war am 14. März 1968 im Berliner Kino International. Am folgenden Tag kam der Film in die Kinos der DDR, wo ihn mehr als 820.000 Zuschauer sahen. Im Fernsehen der DDR lief Heroin erstmals am 27. September 1969 auf DFF 1.
Heroin war nach Brot und Rosen (1967) der zweite Kinofilm, bei dem Kameramann Horst E. Brandt Regie führte. Die Dramaturgie lag in den Händen von Hans-Joachim Wallstein. Die Kostüme schuf Lydia Fiege, die Filmbauten stammen von Paul Lehmann. Die Musik wurde von Günter Hörig und den Dresdner Tanzsinfonikern eingespielt.

## Kritik
Renate Holland-Moritz nannte die Dialoge „bemerkenswert trocken, und die Handlung schleppt sich dahin wie ein Segelschiff bei Windstille. […] hier wird man mit dem Ernst und der ermüdenden Plage des Zöllnerlebens konfrontiert.“
Für den film-dienst war Heroin ein „bieder unterhaltsamer Film ohne ausgeprägte künstlerische Ansprüche.“